# Playa Maigualida
Playa Maigualida es una playa ubicada en el oriente de Venezuela, en el estado Sucre, en la población de Marigüitar. En esta playa se encuentra un hotel con el mismo nombre que es visitado nacionalmente y también van personas del extranjero atraídos por su atardecer y sus playas.